# Завальна Анастасія Сергіївна
Анастасія Сергіївна Завальна (? — ?) — українська радянська діячка, завідувачка ощадної каси Старокозацького району Ізмаїльської області. Депутат Верховної Ради СРСР 2-го скликання.

## Життєпис
Народилася в селянській родині.
На 1946 рік — завідувачка ощадної каси Старокозацького району Ізмаїльської області.